# 静岡割り

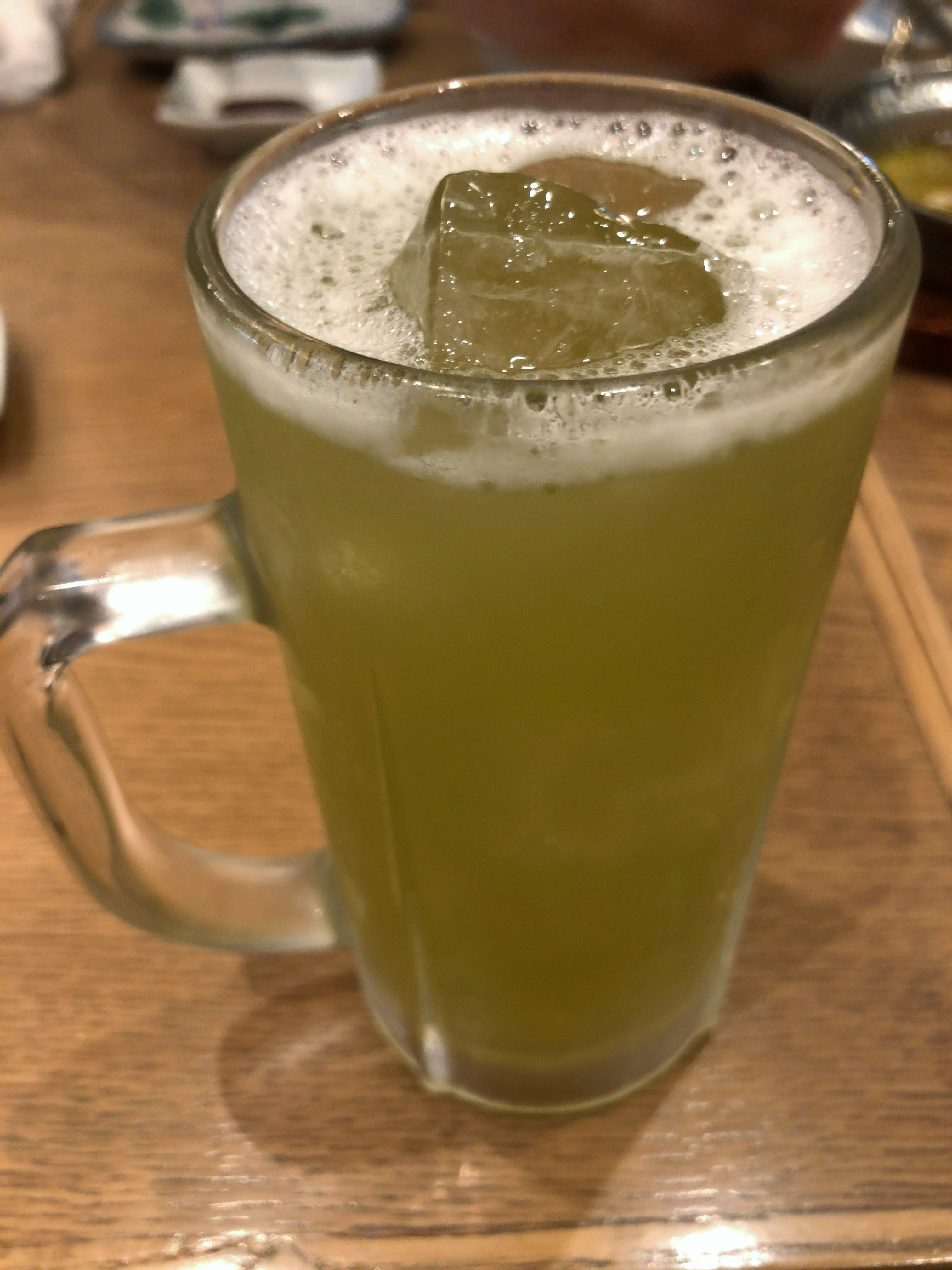
静岡割り（お茶割り）

静岡割り（しずおかわり）は、緑茶ハイの一種で、焼酎等を緑茶で割った飲料である。

## 概要
静岡では焼酎等を緑茶で割った飲料が飲まれており、お茶割りという名が一般的であった。それが「静岡独特」の飲み方であるということに目をつけ、当時の静岡市観光協会（現公益財団法人するが企画観光局）の静岡支部誘客宣伝委員会が中心となって、2006年6月8日に静岡割り普及推進委員会が発足し、「静岡割り」と命名した。しぞーか割り、しぞ～か割りとの表記も使われている。

## 定義
静岡割り普及推進委員会では、焼酎（麦焼酎、芋焼酎、米焼酎のほかウォッカやジンでも構わない） + 緑茶（せん茶、番茶、粉茶、抹茶、粉末などを問わない）という組み合わせを示している。

## 普及活動
静岡割り普及活動として、飲食店、料亭、旅館、ホテルにステッカーの貼り出しや、メニューの表記の変更の働きかけを行った。また、2008年4月23日、静岡観光コンベンション協会（現公益財団法人するが企画観光局）は静岡市への来訪者へのPRとして、「静岡割り」と「静岡おでん」と「静岡はんぺんフライ」（黒はんぺんのフライ）を「静岡B級グルメ3点セット」と銘打ち、普及活動を行った。現在、静岡割りを出している店は数多くあり、しぞ〜かならではグルメGUIDE等で確認できる。

## 関連商品
静岡割りの普及に従い、静岡割り専用粉茶や、専用水出し煎茶ティーバッグ、静岡割り缶チューハイ等の商品が売られている。例えば静岡県島田市に本社を構える木村飲料では、「静岡割り」の名称での缶チューハイや、ペン型容器に静岡茶の粉末を入れ、お湯割りや水割りに振りかけるだけで静岡割りができる製品を販売していた。